# Wszystkie drogi prowadzą do bajki
Wszystkie drogi prowadzą do bajki (ros. Стрела улетает в сказку, Strieła uletajet w skazku) – radziecki film animowany z 1954 roku w reżyserii Leonida Amarlika. W Polsce premiera odbyła się w 1955 roku pt. Bajka o strzale.  

## Fabuła
Mała Ola pożycza kolegom swoją ulubioną zabawkę - pluszowego misia. Chłopcy zamieniają go w pilota samolotu. Dzięki odpowiedniej wadze siedzącej za sterami maskotki ich Strzała wygrywa na zawodach szkolnych. Niestety samolot leci za daleko i ginie w gęstwinie lasu Bajka. Aby móc otrzymać nagrodę za wygraną, chłopcy wyruszają na poszukiwanie zguby.

## Animatorzy
Mstisław Kupracz, Wadim Dołgich, Lidija Riezcowa, Władimir Arbiekow, Boris Miejerowicz, Fiodor Chitruk, Tatjana Taranowicz, Faina Jepifanowa, Nadieżda Priwałowa, Wiktor Lichaczew, Wiaczesław Kotionoczkin, Boris Butakow, Rienata Mirienkowa.

## Obsada głosowa
- Marija Winogradowa – Wiesiek
- Jurij Chrżanowski –
  - miś Tuptuś,
  - puchacz
- Julija Julska –
  - szczeniak Kruczek,
  - Ola
- Margarita Korabielnikowa – Krzysiek
- Irina Potockaja – kolega Krzyśka i Wieśka
- Gieorgij Wicyn – dziadek Grzybek-Podjadek
- Gieorgij Millar – kruk
- Rostisław Platt – wilk
- Fieliks Iwanow – komentator

## Wersja polska
Druga wersja dubbingowa w serii: Bajki rosyjskie (odc. 31)
W wersji polskiej udział wzięli:
- Jacek Bończyk –
  - Wiesiek,
  - miś Tuptuś
- Monika Wierzbicka –
  - szczeniak Kruczek,
  - sroka
- Iwona Rulewicz –
  - Ola,
  - niedźwiadek,
  - grzybki,
  - chłopcy
- Krzysztof Strużycki –
  - Krzysiek,
  - królik
- Adam Biedrzycki – kolega Krzyśka i Wieśka
- Cezary Kwieciński –
  - wilk,
  - jeż,
  - chłopcy
- Włodzimierz Press –
  - dziadek Grzybek-Podjadek,
  - drzewny stwór
- Ryszard Olesiński –
  - kruk,
  - puchacz,
  - komentator
- Cynthia Kaszyńska –
  - niedźwiedzica,
  - wiewiórka,
  - żaba
- Hanna Kinder-Kiss – chłopcy

I inni
Realizacja:
- Reżyseria: Stanisław Pieniak
- Dialogi: Stanisława Dziedziczak
- Teksty piosenek i wierszy: Andrzej Brzeski
- Opracowanie muzyczne: Janusz Tylman
- Dźwięk: Robert Mościcki, Jan Jakub Milęcki, Jerzy Rogowiec
- Montaż: Elżbieta Joël
- Kierownictwo produkcji: Ala Siejko
- Opracowanie: Telewizyjne Studia Dźwięku – Warszawa
- Lektor: Krzysztof Strużycki